# Orchontuul
Orchontuul (mongoliska: Орхонтуул Сум, Orhontuul, Орхонтуул, Orhontuul Sum) är ett distrikt i Mongoliet.   Det ligger i provinsen Selenga, i den centrala delen av landet, 170 km nordväst om huvudstaden Ulaanbaatar.